# Anupong Paochinda
Anupong Paochinda (in thailandese อนุพงษ์ เผ่าจินดา, Anuphong Phaochinda; Bangkok, 10 ottobre 1949) è un politico e generale thailandese che icoprì la carica di comandante in capo dell'Esercito reale thailandese dal 2007 fino al suo pensionamento avvenuto il 30 settembre 2010.
Al momento del colpo di Stato del 2006, Anupong era tenente generale e comandante della 1ª regione dell'esercito e venne quindi nominato membro del Consiglio per la sicurezza nazionale, la giunta militare che aveva organizzato il golpe e deposto il governo ad interim del primo ministro Thaksin Shinawatra. In qualità di comandante in capo dell'esercito, fu anche uno dei responsabili della sanguinosa repressione militare delle proteste del maggio 2010.
Dopo il suo pensionamento, la carica di comandante in capo dell'esercito venne affidata al generale Prayut Chan-o-cha, il quale fu a capo del Consiglio nazionale per la pace e per l'ordine (CNPO) che mise in atto il colpo di Stato del 2014. Anupong era membro del CNPO e nell'agosto 2014 fu nominato ministro degli Interni nel governo golpista di Prayut. La carica gli venne confermata nel secondo governo di Prayut dopo le contestate elezioni del 2019.

## Biografia

### Istruzione
Nel 1965, Anupong completò la sua istruzione primaria a Bangkok nella scuola Phanthasuksa Pitthaya e l'anno successivo frequentò la scuola bilingue thai-inglese Amnuay Silpa. Entrò quindi nella Scuola preparatoria delle Accademie delle Forze Armate nel 1967, dove fu compagno di classe del futuro primo ministro Thaksin Shinawatra. Perfezionò la preparazione militare all'Regia Accademia militare Chulachomklao nel 1972, nel 1993 conseguì la laurea in Scienze politiche presso la Università Ramkhamhaeng e nel 2004 ottenne il master's degree al Collegio statale thailandese di Difesa facente parte dell'Istituto statale per l'amministrazione dello sviluppo.

### Carriera militare
Anupong ebbe diversi incarichi militari, fu comandante del 21º reggimento di fanteria addetto alla guardia della regina, comandante della 1ª divisione dell'esercito, nonché vice-comandante e comandante della 1ª regione dell'esercito. Il 19 settembre 2007 fu nominato comandante in capo dell'esercito dal Consiglio dei ministri, carica che venne ratificata da re Bhumibol Adulyadej il 1º ottobre successivo. Il precedente comandante in capo era stato il generale Sonthi Boonyaratglin, leader del colpo di Stato del 2006.
Come il suo diretto successore, il generale Prayut, e l'ex ministro della difesa Prawit Wongsuwan, Anupong fa parte delle cosiddette "tigri orientali" , gruppo di alti ufficiali che assunse l'egemonia nell'esercito nel 2007 dopo il declino della fazione a cui faceva capo il generale Sonthi Boonyaratglin. La maggior parte delle tigri orientali iniziò la carriera nella 2ª divisione di fanteria con sede nella Thailandia dell'Est, specialmente nel 21º reggimento di fanteria (guardie della regina).
Il 2 ottobre 2008, il primo ministro Samak Sundaravej, a seguito delle imponenti dimostrazioni dell'opposizione guidata dalle camicie gialle dell'Alleanza Popolare per la Democrazia che ne chiedeva le dimissioni o l'impeachment, impose lo Stato di emergenza in tutta Bangkok e nominò Anupong a capo degli ufficiali addetti a gestire la crisi. A fine anno, un verdetto della Corte costituzionale sciolse il Partito del Potere Popolare di Samak e altri due partiti della coalizione di governo. Secondo alcune fonti, Anupong convinse Newin Chidchob del Partito Bhumjaithai ad abbandonare la coalizione di governo assieme ad altri membri del partito e a unirsi a una nuova coalizione guidata dai conservatori del Partito democratico di Abhisit Vejjajiva, che fu così in grado di ottenere la maggioranza in Parlamento e di formare un governo senza passare per nuove elezioni.
Il 14 gennaio 2010, Anupong ordinò la sospensione del maggior generale Khattiya Sawasdipol, il controverso "Seh Daeng", che secondo una commissione d'inchiesta aveva violato la disciplina militare proclamando pubblicamente la sua adesione al Fronte Unito per la Democrazia contro la Dittatura, gruppo di cui fanno parte le "camicie rosse" che sostengono Thaksin Shinawatra. Il giorno seguente, l'ufficio di Anupong nel quartier generale dell'esercito fu attaccato da ignoti che spararono con un lanciagranate M79, danneggiando il locale che in quel momento era vuoto. Durante le proteste nel 2010 delle "camicie rosse", il governo di Abhisit Vejjajiva affidò al generale Anupong la guida del Centro per la risoluzione della situazione di emergenza (CRES), incaricato di ripristinare la legge e l'ordine. In questa veste accolse le richieste di Abhisit di disperdere i dimostranti e fu quindi uno dei responsabili della sanguinosa repressione militare contro il movimento di protesta del maggio 2010. Anupong andò in pensione il 30 settembre 2010 e nuovo comandante in capo dell'esercito fu nominato il generale Prayut Chan-o-cha.

### Carriera politica
Dopo il colpo di Stato del 22 maggio 2014, la giunta militare chiamata Consiglio nazionale per la pace e per l'ordine guidata da Prayut nominò Anupong membro del "comitato consultivo" che si occupava di questioni di sicurezza. Il 30 agosto fu nominato ministro degli Interni nel governo dominato dai militari del generale Prayut. Le contestate elezioni del 2019 furono manovrate dalla giunta e garantirono ai militari di restare al potere con la coalizione guidata dal neonato Partito Palang Pracharath, formazione politica gestita dagli stessi militari. Il 10 luglio 2019 fu riconfermato primo ministro Prayut, che nel frattempo era andato in pensione, il CNPO fu disciolto e anche alla carica di ministro dell'Interno fu riconfermato Anupong.

## Vita privata
Anupong è sposato con Kunlaya Paochinda (in thailandese กุลยา เผ่าจินดา). Hanno due figli, Yutthaphong Paochinda (in thailandese ยุทธพงษ์ เผ่าจินดา) e Wimalin Paochinda (in thailandese วิมลิน เผ่าจินดา).